# مایکل هاچینسون
مایکل هاچینسون (انگلیسی: Michael Hutchinson؛ زادهٔ ۲۰ نوامبر ۱۹۷۳) دوچرخه‌سوار اهل بریتانیا است.